# Che diritti ho su di te
Che diritti ho su di te è una canzone del cantautore italiano Bugo. Il brano compare originariamente nell'album Golia & Melchiorre del 2004 e viene successivamente inclusa nella ristampa di Contatti del 2008 in una versione live dal carattere più elettronico. Che diritti ho su di te viene considerata come uno delle più belle canzoni d'amore del cantautore piemontese.
Nel 2008 il regista Cristian Dondi ha realizzato un videoclip di "Che diritti ho su di te" utilizzando alcuni filmati live dal tour in svolgimento.
Il brano compare nella colonna sonora di Missione di pace del 2011, il film di Francesco Lagi, di cui Bugo, oltre che avere una parte come attore, è anche autore dell'intera colonna sonora. All'interno del film, Bugo esegue "Che diritti ho su di te" in versione acustica.